# Агафонов, Эдуард Васильевич
Эдуард Васильевич Агафонов (10 августа 1947, Саянский район, Красноярский край — 5 января 2000) — советский самбист и дзюдоист, призёр чемпионата СССР, обладатель Кубка СССР, мастер спорта СССР по самбо (1969) и дзюдо (1973). Заслуженный тренер РСФСР (1979). Полковник милиции.

## Биография
Выступал за «Динамо» (Красноярск). Его наставником был Альберт Астахов. Выпускник Красноярского сельскохозяйственного института 1970 года и Красноярского государственного педагогического института 1977 года. Был профессором и начальником кафедры боевой и физической подготовки Красноярской высшей школы МВД.
Подготовил более 40 мастеров спорта, из них три мастера спорта международного класса. В 1974—1980 годах входил в десятку лучших тренеров Красноярского края. В 1980 году был тренером сборной Боливии по дзюдо. Его учениками были С. Долгоаршинных, В. Коробков, Валентин Тараканов, Сергей Клишин, Валерий Тимофеев, В. Иванов.

## Спортивные результаты
- Чемпионат СССР по самбо 1973 года — ;
- Кубок СССР по самбо 1973 года — ;
- Чемпионат РСФСР по самбо 1974 года — ;
- Чемпионат РСФСР по самбо 1975 года — ;
- Чемпионат РСФСР по дзюдо 1974 года — .

## Память
С 2009 года в Красноярске проводится Всероссийский турнир по самбо памяти заслуженных тренеров России Альберта Астахова и Эдуарда Агафонова.